# Сеславинская улица
Сесла́винская у́лица — улица в Западном административном округе города Москвы на территории района Филёвский Парк.

## История
Улица получила своё название 17 июля 1963 года в память о герое Отечественной войны 1812 года, участнике Бородинского сражения, командире кавалерийского партизанского отряда А. Н. Сеславине (1780—1858).

## Расположение
Сеславинская улица проходит от Физкультурного проезда на юго-запад, пересекает улицу Барклая, проходит далее, с северо-запада к ней примыкает улица Алябьева, Сеславинская улица проходит далее до Минской улицы и площади Московско-Минской Дивизии. Нумерация домов начинается от Физкультурного проезда.

## Примечательные здания и сооружения
По нечётной стороне:
По чётной стороне:

## Транспорт

### Наземный транспорт
По Сеславинской улице не проходят маршруты наземного общественного транспорта, но иногда там проходит автобусный маршрут № 109, при случае перекрытия движения по Кастанаевской улице в связи с выполнением ремонтных работ. С 2002 по 2003 год там временно проходил автобусный маршрут № 109 (в сторону метро «Фили» при строительстве жилого дома на улице Олеко Дундича). У юго-западного конца улицы, на Минской улице, расположены остановки «Метро „Филёвский парк“» автобусов 73, 104, 107, 130, 139, 155, 231, 818, 908, т54, т66, на улице Барклая, у пересечения с Сеславинской улицей, — остановка «Метро „Багратионовская“» автобусов м2, т39, 869.

### Метро
- Станция метро «Багратионовская» Филёвской линии — на пересечении с улицей Барклая.
- Станция метро «Филёвский парк» Филёвской линии — у юго-западного конца улицы, на Минской улице.